# Spital Hill
Spital Hill var en civil parish 1866–1955 när det uppgick i Mitford, i grevskapet Northumberland i England. Civil parish var belägen 3 km från Morpeth och hade 15 invånare år 1951.